# Ryszard Tokarczyk
Ryszard Tokarczyk (ur. 4 stycznia 1941 w Tłumaczu, zm. 2018) – polski artysta, malarz, twórca instalacji. Prof. zw.; kierownik Katedry Rysunku, Malarstwa i Rzeźby na Politechnice Szczecińskiej, prorektor Wyższej Szkoły Sztuki Użytkowej w Szczecinie. Jeden z założycieli szczecińskiej grupy „Brama”.

## Życiorys
Studia ukończył w Akademii Sztuk Pięknych w Krakowie dyplomem z malarstwa, w 1970 r. w pracowni prof. Adama Marczyńskiego. Jeszcze w tym samym roku przyjechał do Szczecina, gdzie wraz z W. Stanisławczykiem, R. Kiełtyką i O. Bałakirewem założył grupę „Brama” oraz galerię stuki „Brama Portowa”. W tym samym roku miał pierwszą wystawę indywidualną w Oficynie Debiutów Artystycznych Pałacu pod Baranami w Krakowie

## Twórczość
Tokarczyk uprawiał malarstwo, grafikę, sztukę instalacji oraz tworzył obiekty o charakterze malarskim. W swoich działaniach zajmował się sugestią przestrzeni, wypowiedzią zarówno kameralną jak i w przestrzeniach publicznych. Interesował się zależnościami i kontekstami przestrzeni oraz relacją jego dzieł z krajobrazem. Analizował i prowadził dialog między tym, co proponuje sam, a tym co zastanie.
Był autorem teorii i praktyki symptomów natury i osobowości w sztuce.
Odbywał podróże artystyczne, podczas których rozwijał długie cykle dokumentacji sugestii krajobrazowych w różnych miejscach świata (Sugestie: katalońskie, paryskie, włoskie, egipskie). Wykonywał obrazy - widma w wielu egzotycznych środowiskach (Widma: andaluzyjskie, atlantyckie, tureckie, bałtyckie, nordyckie, lapońskie, lofockie, londyńskie, judejskie, galilejskie, sycylijskie, kalabryjskie, podolskie, wołyńskie).
Spośród wielu realizacji wyróżnić można długie cykle poruszające się wokół szczególnie interesujących artystę zagadnień:
- Linoryty barwne (1972-80)
- Obrazy amorficzne (1974-80)
- Rysunki i obrazy ekspansywne (1980-81) - obiekty o strukturze rozprzestrzeniającej się odśrodkowo lub łańcuchowo
- Symptomy (od 1982) - cykl stanowiły realizacje instalacji w przestrzeni linii taśmy zabarwionych najpierw pasami widma białego, później różnymi barwami
- Sugestie dla przestrzeni (od 1984) - próby wywołania symptomów przestrzeni subiektywnej w środowisku naturalnym oraz we wnętrzach.
- Symptomy natury (od 1985)
- Stany bycia (od 1991)
- Obiekty dla miejsc krajobrazowych (od 1994)
- Sugestie (od 1997) - Katalonia, Włochy, Egipt
- Widma (od 2001)
- Wędrówki sferyczne nad Europą (od 2009) - Małopolska, Bawaria, Tyrol, Langwedocja, Kastylia, Gibraltar

## Wybrane wystawy indywidualne

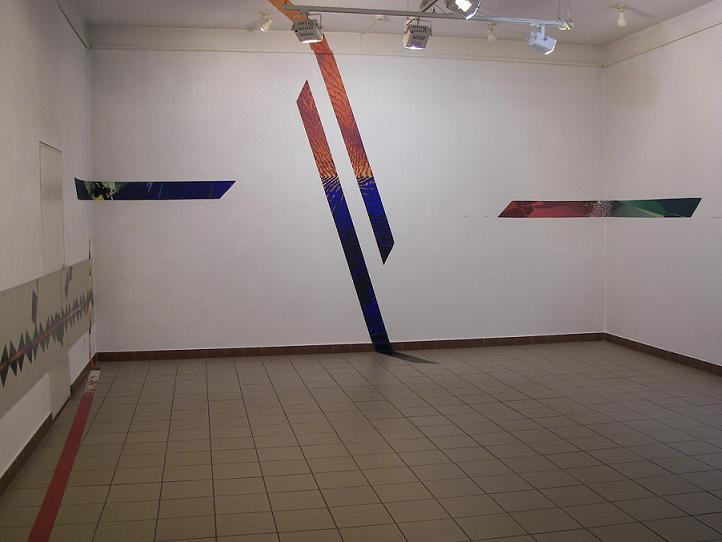
Wystawa Ryszarda Tokarczyka w Bałtyckiej Galerii Sztuki Współczesnej w Słupsku, 2007 r.

- 1970 - Oficyna Debiutów Artystycznych Pałacu pod Baranami, Kraków
- 1976 - Malarstwo i Grafika, Galeria „B”, Kraków
- 1977 - Malarstwo, Galeria BWA - Zamek Książąt Pomorskich, Szczecin
- 1978 - Malarstwo, Galeria BWA, Bydgoszcz
- 1980 - Grafika, Salon Artystyczny, Szczecin
- 1985 - Symptomy, Galeria „Pryzmat”, Kraków
- 1986 - Grafika, Galeria Plein 7, Amsterdam
- 1989 - Symptomy natury, Galeria południowa BWA, Szczecin
- 1989 - Sugestie przestrzeni, BWAiUP, Koszalin
- 1989 - Symptomy, Galeria Południowa BWA, Szczecin
- 1990 - Symptomy natury, Muzeum w Trzciance
- 1992 - Symptomy, Kunstforenings Samling, Esbjerg
- 1993 - Stany bycia w ramach prezentacji Galerii Moje Archiwum, Galeria Arsenał, Białystok
- 1993 - Stany bycia, BWA, Słupsk
- 1995 - Stany bycia, Galeria Kierat, Szczecin
- 1995 - Sugestie dla przestrzeni, Galeria Miejska, Wrocław
- 1996 - Symptomy miejsca – Sugestia miejsca, Galeria Moje Archiwum, Koszalin
- 1996 - Symptomy i sugestie, Galeria „Wieża ciśnień”, Kalisz
- 2000 - Moc miejsca, Galeria Sztuki Współczesnej, Przemyśl
- 2001 - Wieloprzestrzeń, Galeria Moje Archiwum, Koszalin
- 2002 - Symptomy, Kunsthalle, Rostock
- 2004 - Widma, Galeria Kierat, Szczecin
- 2006 - Widma, Galeria Kana, Szczecin
- 2007 - Symptomy i stany bycia, Bałtycka Galeria Sztuki Współczesnej, Słupsk
- 2011 - Ryszard Tokarczyk - malarstwo wieloprzestrzeni, Galeria Trystero, Szczecin
- 2011 - Widma Tybetu z Mirą Jarmołowicz, Galeria architektów Forma, Szczecin
- 2014 - Widma, Galeria „Za Filarami” M-GOK, Kalisz Pomorski

## Wybrane wystawy zbiorowe
- 1981 - Iluzja i konkret przestrzeni, Galeria Sztuki BWA, Szczecin
- 1997 - Miejsce, Galeria Moje Archiwum, Koszalin
- 1998 - Miejsce II, Galeria Moje Archiwum, Koszalin
- 2004 - Inspiracje, Galeria OFFicyna, Szczecin
- 2005 - Sztuka potrzebna inaczej…, Galeria OFFicyna, Szczecin
- 2006 - Sztuka w opłotkach, Galeria Scena, Koszalin
- 2009 - Kolekcja², Galeria Scena, Koszalin

## Prace w kolekcjach
Prace Tokarczyka znajdują się w prywatnych kolekcjach w Polsce, Niemczech, Szwecji, Peru, [[Australia}Australii]], Francji, Holandii i na Węgrzech. Ponadto prace tego artysty znalazły się m.in. w instytucjach:
- Muzeum Narodowe, Szczecin
- Centrum Sztuki Współczesnej Zamek Ujazdowski, Warszawa
- Galeria Moje Archiwum, Koszalin
- Galeria Wymiany, Łódź
- Regionalna Kolekcja Sztuki Współczesnej „Zachęta”, Szczecin
- Bałtycka Galeria Sztuki Współczesnej, Słupsk
- Museum Kraft of Art, San Francisco
- Prefectual Gallery, Prefektura Kanagawa
- Japan Print Association, Tokio
- Galerie im Elmelerspeicher, Schwedt
- Muzeum Ziemi Nadnoteckiej, Trzcianka
- Pinakoteka, Szczecin
- Urząd Miejski w Szczecinie
- Urząd Miejski w Świnoujściu